# Drop the World
Drop the World is een nummer van de Amerikaanse rapper Lil Wayne, in samenwerking met Eminem. Het nummer werd uitgebracht op 22 december 2009 door het platenlabel Young Money/Cash Money en behaalde de 18e positie in de Billboard Hot 100.